# Les Hôpitaux-Vieux
Les Hôpitaux-Vieux és un municipi francès situat al departament del Doubs i a la regió de Borgonya - Franc Comtat. L'any 2007 tenia 343 habitants.

## Demografia

### Població
El 2007 la població de fet de Les Hôpitaux-Vieux era de 343 persones. Hi havia 132 famílies de les quals 35 eren unipersonals (27 homes vivint sols i 8 dones vivint soles), 27 parelles sense fills, 58 parelles amb fills i 12 famílies monoparentals amb fills.
La població ha evolucionat segons el següent gràfic:
Habitants censats

### Habitatges
El 2007 hi havia 195 habitatges, 136 eren l'habitatge principal de la família, 51 eren segones residències i 8 estaven desocupats. 115 eren cases i 80 eren apartaments. Dels 136 habitatges principals, 106 estaven ocupats pels seus propietaris, 28 estaven llogats i ocupats pels llogaters i 2 estaven cedits a títol gratuït; 3 tenien una cambra, 10 en tenien dues, 17 en tenien tres, 22 en tenien quatre i 83 en tenien cinc o més. 127 habitatges disposaven pel capbaix d'una plaça de pàrquing. A 40 habitatges hi havia un automòbil i a 88 n'hi havia dos o més.

### Piràmide de població
La piràmide de població per edats i sexe el 2009 era:
| Homes | Edats   | Dones |
| ----- | ------- | ----- |
| 0     | 95 o +  | 0     |
| 0     | 90 a 94 | 0     |
| 0     | 85 a 89 | 0     |
| 0     | 80 a 84 | 0     |
| 4     | 75 a 79 | 4     |
| 0     | 70 a 74 | 4     |
| 8     | 65 a 69 | 8     |
| 8     | 60 a 64 | 8     |
| 12    | 55 a 59 | 0     |
| 8     | 50 a 54 | 4     |
| 12    | 45 a 49 | 8     |
| 0     | 40 a 44 | 8     |
| 24    | 35 a 39 | 4     |
| 8     | 30 a 34 | 12    |
| 8     | 25 a 29 | 16    |
| 4     | 20 a 24 | 8     |
| 12    | 15 a 19 | 4     |
| 4     | 10 a 14 | 12    |
| 4     | 5 a 9   | 8     |
| 12    | 0 a 4   | 12    |

## Economia
El 2007 la població en edat de treballar era de 233 persones, 202 eren actives i 31 eren inactives. De les 202 persones actives 191 estaven ocupades (107 homes i 84 dones) i 11 estaven aturades (3 homes i 8 dones). De les 31 persones inactives 9 estaven jubilades, 12 estaven estudiant i 10 estaven classificades com a «altres inactius».

### Ingressos
El 2009 a Les Hôpitaux-Vieux hi havia 142 unitats fiscals que integraven 369,5 persones, la mediana anual d'ingressos fiscals per persona era de 25.392 €.

### Activitats econòmiques
Dels 12 establiments que hi havia el 2007, 1 era d'una empresa extractiva, 1 d'una empresa alimentària, 4 d'empreses de construcció, 2 d'empreses de comerç i reparació d'automòbils, 1 d'una empresa de transport, 1 d'una empresa immobiliària, 1 d'una entitat de l'administració pública i 1 d'una empresa classificada com a «altres activitats de serveis».
Dels 3 establiments de servei als particulars que hi havia el 2009, 2 eren lampisteries i 1 agència immobiliària.
L'únic establiment comercial que hi havia el 2009 era una botiga de menys de 120 m².
L'any 2000 a Les Hôpitaux-Vieux hi havia 5 explotacions agrícoles que ocupaven un total de 340 hectàrees.

## Poblacions més properes
El següent diagrama mostra les poblacions més properes.